# Yamaha DT50
Yamaha DT50 är en modellserie mopeder från  Yamaha.

## Modeller i produktion

### DT50R
DT50R kom ut på marknaden 1992. Den påminde väldigt mycket om motorcykeln Yamaha DT125R från 1989 och som kuriosa kan nämnas att den hade stora kylvingar trots att den inte var vattenkyld. Motorn var identisk med DT50MX. Dock hade DT50R en 14mm Dellorto förgasare, 10/48 drevning och grövre pinnskruvar till cylindern. Den hade även större tank, skivbroms fram och varningslampa för låg oljenivå.
1998 uppdaterades DT50R med en ny design och en vätskekyld, 6-växlad, AM 6 Minarellimotor.

### DT50X
DT50X började tillverkas 2004 men slutade produceras 2011. Yamaha DT50R och DT50X är i princip likadana, förutom att DT50X är en Supermotardversion medan DT50R är originalet/Enduro, mycket få skillnader, det är i princip bara framskärmen och däcken som är annorlunda (och färg i vissa fall).

## Äldre modeller

### DT50M
DT50M, som tillverkades 1978–1981, importerades aldrig till Sverige. Den påminner om FS1 till utseendet. 

### DT50MX
DT50MX tillverkades mellan 1978 och 1992. 1983 kom den till Sverige. I mopedåterförsäljningsbutik kostade den från 9 900 kr. Från början var toppfarten för hög för att mopeden skulle få köras i Sverige. Hastigheten sänktes på flera sätt. För att förhindra möjligheten att trimma motorn skruvades insuget (som sitter vid/på cylindern) dit med hjälp av brytbultar. År 1989 uppdaterades DT50MX med bland annat nytt bromssystem och elsystem och nya fyrkantiga blinkers. Den var tillsammans med Honda MT5 Sveriges vanligaste moped under 1990-talet. I Sverige såldes den i färgerna svart/röd, röd/svart, vit/röd, blå/gul (1983–1992) samt vit/rosa och svart/lila (1992–1995).

### DT80MX
DT80MX har samma ram och bromsar som DT50MX, men motorn är på 80cc cylindervolym istället för 50. Den tillverkades under 1980- och 1990-talen.

### DT50LC
DT50LC tillverkades mellan 1983 och 2000. LC i modellbeteckningen står för Liquid Cooled, det vill säga vätskekyld. Den importerades aldrig till Sverige. DT50LC användes som polismotorcykel i Portugal och som offroad cross i USA.